# 신은 존재한다, 그녀의 이름은 페트루냐
신은 존재한다, 그녀의 이름은 페트루냐(Gospod postoi, imeto i' e Petrunija, God Exists, Her Name Is Petrunya)는 프랑스에서 제작된 테오나 스트루가르 미테브스카 감독의 2019년 드라마 영화이다.
제69회 베를린 국제영화제에서 황금곰상 부문에서 경쟁했으며 럭스상 등의 상을 받았다.